# Divisione Nazionale A 1940
La Divisione Nazionale 1940 è stata la 24ª edizione della massima serie del campionato italiano maschile di pallanuoto.

## Fase a gironi

### Gironi
| Girone A                                           | Girone B                                    | Girone C                          |
| -------------------------------------------------- | ------------------------------------------- | --------------------------------- |
| - Canottieri Napoli - Lazio - GUF Catania - Napoli | - Florentia - Triestina - Fiumana - Venezia | - Cavagnaro - Camogli - Pro Recco |

Nota
- Inizialmente il Cavagnaro era inserito nel Girone B e il Venezia nel Girone C. Successivamente la FIN scambiò di posto le due squadre, inserendo il Cavagnaro nel Girone C e il Venezia nel Girone B, questo per ridurre la lunghezza delle trasferte (in questo modo tutte le tre iscritte al girone C sarebbero state genovesi/liguri, mentre 3 su 4 del Girone B, ad eccezione della Florentia, sarebbero state veneto-giuliane).

### Girone A

#### Classifica
|  |    | Fase a gironi 1940 | Pt | G | V | N | P | GF | GS |
|  | -- | ------------------ | -- | - | - | - | - | -- | -- |
|  | 1. | Napoli             | 7  | 4 | 3 | 1 | 0 | 20 | 4  |
|  | 2. | Lazio              | 5  | 4 | 2 | 1 | 1 | 25 | 7  |
|  | 3. | GUF Catania        | 0  | 4 | 0 | 0 | 4 | 0  | 34 |
|  | -- | Canottieri Napoli  | -  | - | - | - | - | -  | -  |

Verdetti
- RN Napoli e Lazio ammesse alle Finali.
- Canottieri Napoli e GUF Catania retrocesse in Divisione Nazionale B 1941.
- Canottieri ritirata dal campionato, tutti i suoi risultati vengono annullati.

#### Risultati
- 20-21 luglio 1940:
  - RN Napoli-Lazio 4-1.
  - Canottieri-GUF Catania 7-0 (annullata).
  - Canottieri-Lazio 0-9 (annullata).
  - RN Napoli-GUF Catania 7-0.
- 27 luglio:
  - Lazio-Canottieri 2-0 (rinuncia).
- 28 luglio:
  - Lazio-GUF Catania 9-0.
  - RN Napoli-Canottieri 2-0 (rinuncia).
- 3 agosto:
  - GUF Catania-RN Napoli 0-6.
- 4 agosto:
  - GUF Catania-Lazio 0-12.
- 7 agosto:
  - Canottieri-RN Napoli annullata.
- 11 agosto:
  - GUF Catania-Canottieri annullata.
  - Lazio-RN Napoli 3-3.

### Girone B

#### Classifica
|  |    | Fase a gironi 1940 | Pt | G | V | N | P | GF | GS |
|  | -- | ------------------ | -- | - | - | - | - | -- | -- |
|  | 1. | Florentia          | 12 | 6 | 6 | 0 | 0 | 37 | 8  |
|  | 2. | Fiumana            | 7  | 6 | 3 | 1 | 2 | ?  | ?  |
|  | 3. | Triestina          | 5  | 6 | 2 | 1 | 3 | 9  | 15 |
|  | 4. | Venezia            | 0  | 6 | 0 | 0 | 6 | ?  | ?  |

Verdetti
- Florentia e Fiumana ammesse alle Finali.
- Triestina e Venezia retrocesse in Divisione Nazionale B 1941.

#### Risultati
- 20-21 luglio 1940:
  - Florentia-Fiumana 11-2.
  - Florentia-Triestina 5-2.
- 26 luglio:
  - Triestina-Florentia 1-5.
  - Fiumana-Venezia 7-0.
- 3 agosto:
  - Triestina-Fiumana 1-1 (disputata il 24-25 agosto).
  - Florentia-Venezia 8-1.
- 4 agosto:
  - Fiumana-Triestina 3-0.
  - Venezia-Florentia 1-5.
- 7 agosto:
  - Venezia-Fiumana ?-?.
- 10 agosto:
  - Triestina-Venezia 4-1.
- 11 agosto:
  - Fiumana-Florentia 1-3 (disputata il 24-25 agosto).
  - Venezia-Triestina 0-1 (disputata il 14 agosto).

### Girone C

#### Classifica
|  |    | Fase a gironi 1940 | Pt | G | V | N | P | GF | GS |
|  | -- | ------------------ | -- | - | - | - | - | -- | -- |
|  | 1. | Cavagnaro          | 8  | 4 | 4 | 0 | 0 | 15 | 3  |
|  | 2. | Camogli            | 3  | 4 | 1 | 1 | 2 | 5  | 9  |
|  | 3. | Pro Recco          | 1  | 4 | 0 | 1 | 2 | 3  | 11 |

Verdetti
- Cavagnaro e Camogli ammesse alle Finali.
- Pro Recco retrocessa in Divisione Nazionale B 1941 (poi non disputata).

#### Risultati
- 27 luglio:
  - Cavagnaro-Pro Recco 5-0.
- 28 luglio:
  - Pro Recco-Camogli 1-2.
- 3 agosto:
  - Camogli-Cavagnaro 2-4.
- 4 agosto:
  - Pro Recco-Cavagnaro 1-3.
- 10 agosto:
  - Camogli-Pro Recco 1-1.
- 11 agosto:
  - Cavagnaro-Camogli 3-0.

## Finali
Si disputarono a Napoli il 6, 7 e 8 settembre 1940 a Napoli.

Inizialmente vi doveva partecipare anche la Fiumana ma si ritirò e il calendario venne modificato.
| Napoli 6 settembre 1940, ore mattino | Napoli | 1 – 2 referto | Cavagnaro |  |

| Napoli 6 settembre 1940, ore mattino | Lazio | 7 – 1 referto | Camogli |  |

| Napoli 6 settembre 1940, ore pomeriggio | Cavagnaro | 3 – 0 referto | Camogli |  |

| Napoli 6 settembre 1940, ore pomeriggio | Florentia | 4 – 4 referto | Lazio |  |

| Napoli 7 settembre 1940, ore mattino | Florentia | 3 – 0 referto | Cavagnaro |  |

| Napoli 7 settembre 1940, ore mattino | Napoli | 7 – 0 referto | Camogli |  |

| Napoli 7 settembre 1940, ore pomeriggio | Florentia | 8 – 0 referto | Camogli |  |

| Napoli 7 settembre 1940, ore pomeriggio | Napoli | 3 – 2 referto | Lazio |  |

| Napoli 8 settembre 1940, ore pomeriggio | Lazio | 5 – 0 referto | Cavagnaro |  |

| Napoli 8 settembre 1940, ore pomeriggio | Napoli | 0 – 0 referto | Florentia |  |

### Classifica
|  |     | Classifica finale 1940 | Pt   | G | V | N | P | GF | GS | QR    |
|  | --- | ---------------------- | ---- | - | - | - | - | -- | -- | ----- |
|  | 1.  | Florentia              | 6    | 4 | 2 | 2 | 0 | 15 | 4  | 3.750 |
|  | 2.  | Napoli                 | 5    | 4 | 2 | 1 | 1 | 11 | 4  | 2.750 |
|  | 3.  | Lazio                  | 5    | 4 | 2 | 1 | 1 | 18 | 8  | 2.250 |
|  | 4.  | Cavagnaro              | 4    | 4 | 2 | 0 | 2 | 5  | 9  | 0.556 |
|  | 5.  | Camogli                | 0    | 4 | 0 | 0 | 4 | 1  | 25 | 0.040 |
|  | --. | Fiumana                | rit. | - | - | - | - | -  | -  | -     |

### Verdetti
- Florentia campione d'Italia